# HK Soči
HK Soči (rusky ХК Сочи, přezdívka Sočinskije Leopardy) je profesionální ruský hokejový tým v Soči. Hraje kontinentální soutěž KHL, do které vstoupil v sezoně 2014/2015. Klub byl založen v roce 2014, hraje v Tarasovovo divizi a Západní konferenci. V logu klubu a na dresech je leopard. V první sezóně byl hlavním trenérem bývalý hráč NHL a kouč CSKA Moskva Vjačeslav Bucajev. Tým posílil i Cory Emmerton, který přestoupil z Detroit Red Wings. V týmu byli kromě ruských hráčů také kanadský brankář Michael Leighton a útočníci Mark Olver z Colorado Avalanche a finský Max Vjarn.

## Přehled účasti v KHL
| Rusko                       |        |                                                         |                  |
| Sezóny                      | Soutěž | Play off                                                | Kapitán          |
| 2014/2015                   | KHL    | Osmifinále (prohra 0:4 na zápasy s CSKA Moskva)         | Nikita Ščitov    |
| 2015/2016                   | KHL    | Osmifinále (prohra 0:4 na zápasy s HK Dynamo Moskva)    | Pjotr Sčastlivyj |
| 2016/2017                   | KHL    | Ne                                                      | Andrej Kosticyn  |
| 2017/2018                   | KHL    | Osmifinále (prohra 1:4 na zápasy s Jokerit)             | Andrej Kosticyn  |
| 2018/2019                   | KHL    | Osmifinále (prohra 2:4 na zápasy s Lokomotiv Jaroslavl) | Nikita Ščitov    |
| 2019/2020                   | KHL    | play off se nedohrálo do konce                          | Ilja Krikunov    |
| 2020/2021                   | KHL    | Ne                                                      | Jurij Alexandrov |
| 2021/2022                   | KHL    | Ne                                                      | Jurij Alexandrov |
| 2022/2023                   | KHL    | Ne                                                      | Jurij Alexandrov |
| 2023/2024                   | KHL    | Ne                                                      | Kirill Rasskazov |
| 2024/2025                   | KHL    | Ne                                                      | bez kapitána     |
| Zdroj na Eliteprospects.com |        |                                                         |                  |

## Češi a Slováci v týmu
| Ročník                                                                   | Hráči ČR       | Hráči SR                                           | Linky |
| ------------------------------------------------------------------------ | -------------- | -------------------------------------------------- | ----- |
| 2014/2015                                                                | Tomáš Pöpperle | nikdo                                              |       |
| 2015/2016                                                                | nikdo          | nikdo                                              |       |
| 2016/2017                                                                | nikdo          | nikdo                                              |       |
| 2017/2018                                                                | Adam Polášek   | nikdo                                              |       |
| 2018/2019                                                                | nikdo          | nikdo                                              |       |
| 2019/2020                                                                | nikdo          | nikdo                                              |       |
| 2020/2021                                                                | nikdo          | nikdo                                              |       |
| 2021/2022                                                                | nikdo          | Martin Bakoš 27.1.2022 odchod do HC Oceláři Třinec |       |
| 2022/2023                                                                | nikdo          | nikdo                                              |       |
| 2023/2024                                                                | nikdo          | Michal Krištof                                     |       |
| 2024/2025                                                                | nikdo          | nikdo                                              |       |
| 2025/2026                                                                | nikdo          | nikdo                                              |       |
| Češi - Zdroj na Eliteprospects.com Slováci - Zdroj na Eliteprospects.com |                |                                                    |       |